# Gaia Online
Gaia Online est un site internet communautaire en anglais de style anime. Autrefois nommé "Go-Gaia.com", le site a été changé en "gaiaonline.com" en février 2003,
Les membres de cette communauté virtuelle, connus sous le nom de "Gaians", créent un avatar personnel et leur propre maison virtuelle et ils peuvent acheter des items (objets virtuels) pour les personnaliser en utilisant l'or, la devise du site. Les membres gagnent de l'or en jouant à des jeux ou en discutant avec d'autres gens dans les forums. En juillet 2007, Gaia a mis en place le Gaia Cash qui peut s'acheter en ligne ou sous forme de cartes en magasins tels que Wal-Mart et Target.

## Avatars
Les membres de Gaia Online obtiennent un avatar quand ils s'enregistrent. Les membres ont la possibilité de personnaliser leur avatar de différentes façons, en changeant la couleur de la peau, des cheveux, des yeux, en changeant leur sexe ainsi que les vêtements. D'innombrables items conçus pour les avatars, comme des vêtements, peuvent être achetés avec de l'or ou du Gaia Cash. Les avatars apparaissent à côté des posts et commentaires qui sont faits (le message lui-même est inséré dans une bulle de BD) dans les forums. Il existe aussi des villes que les membres peuvent explorer avec leur avatar et où ils peuvent parler avec d'autres membres.

## Économie

### Argent
L'or, connu aussi sous le nom de gaia gold, est donné aux utilisateurs après avoir joué à des jeux, posté aux forums, et dans des évents et concours; la page donne aux utilisateurs de l'or et des choses pour personnaliser leur avatar chaque jour au hasard. En juillet 2007, Gaia a publié un autre type d'argent appelé "Gaia Cash" qui peut être acheté dans beaucoup de magasins et même en ligne sur Gaia.

### Marché
Il y a un grand marché virtuel appelé "Gaia Market". Ceci est divisé en quatre parties :
- Les magasins : Ceux-ci utilisent de l'or, il y a beaucoup de magasins où les membres peuvent acheter des vêtements pour leur avatar, des choses pour leur maison et même pour leur voiture.
- Le magasin du Gaia Cash : Ici les membres peuvent acheter des choses très rares qui peuvent être utilisées ou même vendues pour un très haut prix de l'or.
- La place du commerce : Ici les membres peuvent avoir jusqu'à 10 choses à la vente dans leur propre magasin. Il y a un petit impôt de 2 % de tout l'or gagné des ventes.
- La banque  : Ici les utilisateurs peuvent commercer leurs objets et or.

### Jeu en ligne
Gaia Online comporte un jeu de type MMORPG, baptisé zOMG!. Les avatars peuvent explorer une partie de la planète (la ville de Barton et les régions environnantes ; les villes de Durem, Aekea et l'île de Gambino ne sont pas accessibles). Ils peuvent combattre des créatures baptisées "Animated", qui sont des objets inanimés qui ont pris vie (des nains de jardin, des sacs à main devenus chauve-souris, des vestes devenues loups, etc.), des extra-terrestres, des créatures sauvages ou fantastiques (golem, Lorelei, etc.). Les récompenses sont des Gaia Gold, des ingrédients pouvant servir à réaliser des objets ou des recettes d'alchimie, des recettes pour créer des objets. Les joueurs gagnent surtout des orbs, qui ont l'apparence de sphères violettes, et des anneaux qui, une fois équipés, permettent au joueur d'attaquer, de se défendre, d'affaiblir son ennemi, de développer sa vitesse, etc. Les orbs permettent de monter le niveau des anneaux de 1,0 à 10,0 (la progression se faisant par tranches de 0,1) et donc le niveau du joueur, qui dépend uniquement des anneaux qu'il porte et non de ce qu'il porte (armure, vêtements, etc.).
Dans le dernier niveau créé, appelé Dead Man Shadow, les ennemis (vampires, loups-garous, terreurs nocturnes, etc) donnent des orbs particuliers, de couleur noire, appelés shadow orbs, qui permettent de monter le niveau de ses anneaux de 10,0 à 12,0.
Si zOMG permet d'en apprendre davantage sur le background de Gaia Online (ainsi que la bande dessinée, lisible en ligne), ce jeu ne comporte toutefois pas de mode JcJ.
De plus en Novembre 2014 zOMG! a été retiré du site afin de protéger les données des utilisateurs.